# Purenleon cubensis
Purenleon cubensis är en insektsart som först beskrevs av Alayo 1968.  Purenleon cubensis ingår i släktet Purenleon och familjen myrlejonsländor. Inga underarter finns listade i Catalogue of Life.